# Fægtebog
fægtebøger (tysk: fechtbuch) eller fægtemanualer er instruktioner, med eller uden illustrationer, der er designet specifikt til at blive lært fra en bog. Mange bøger, der detaljeret beskriver kampkunst, bliver ofte fejlagtigt beskrevet som manualer, selvom de er blevet skevet som afhandlinger. Fægtebøger adskiller sig fra bøger om militærstrategi som Sun Tzus Krigskunsten (før år 100 f.v.t.) eller Publius Flavius Vegetius Renatus' De Re Militari (300-tallet) eller militærteknologi som De rebus bellicis (300- eler 400-tallet).
Beskrivelser af kampteknikker optræder først sent i litteraturhistorien, som følge af den indbyggede vanskelighed der er i at beskrive teknikker frem for at demonstrere dem.
Den tidligste bevarede manuskript om væbnet kamp (til forskel fra ubevæbnet brydning) er Royal Armouries Ms. I.33 ("I.33"), som blev skrevet i Franken omkring år 1300.
Fægtemanualerne holder sig ikke nødvendigvis til sværd, men beskriver en lang række kampteknikker med våben som daggert, forskellig typer sværd, stagevåben, skjolde og ulige kampsitautioner som ubevæbnet kamp mod daggert eller daggert mod sværd.

## Historiske fægtebøger

### Tyske Fechtbücher
Fechtbuch (flertal Fechtbücher) er tidlig nyhøjtysk for "fægtebog", ogbruges om manuskripter og tryke bøger fra midelalderen og renæssancen, der indeholder beskrivelser af kampkunst. Normalt anvendes begrebet om tyske manualer fra 1400- og 1500-tallet, men det er ikke klar afgrænset, hvordan begrebet adskiller sig fra afhandlinger fra andre steder i Europa (særligt fra de italienske og franske fægteskoler) og manualer fra senere århundreder.
Listen over Fechtbücher inkluderer:
- Royal Armouries Ms. I.33 ("Walpurgis Manuscript") (ca. 1300, går forud for Johannes Liechtenauers skole)
- Nürnberger Handschrift GNM 3227a (ca. 1389)
- Sigmund Ringecks fechtbuch (1440'erne)
- Codex Vindobonensis B 11093, opbevaret i Wien, og "Gladiatoria", fundet i Polen, begge dateret til midten af 1400-tallet og stort set uden indflydelse fra Liechtenauer.
- Hans Talhoffers fechtbücher (adskillige bevarede manuskriptet dateret til 1443-1467).
- Peter von Danzigs fechbuch, Cod. 44 A 8, 1452
- Jud Lew Cod.I.6.4°.3 (1450'erne), Augsburg
- Paulus Kals fechtbuch (1460'erne)
- Cgm 558 et schweizisk manuskript fra slutningen af 1400-tallet, der er løst forbundet til den tyske fægteskole.
- Codex Wallerstein (Vom Baumans Fechtbuch), 1470'erne, Augsburg
- Solothurner Fechtbuch, ingen tekst, baseret på Paulus Kal, 1470'erne, Solothurn
- Johannes Lecküchner Cod. Pal. Germ. 430, Heidelberg (1478), Cgm. 582, München (1482)[3]
- Cod. Guelf. 78.2, Herzog August Bibliothek Wolfenbüttel (slutningen af 1400-tallet)
- Peter Falkner P 5012, Kunsthistorisches Museum, Wien
- Hans Folz Q566 (ca. 1480), Weimar
- Hans von Speyer (MS M I 29) (1491)[4]
- MS 862, ca. 1500, påvirket af Kal og Falkner, trækker på Wilhalm.
- Glasgow Fechtbuch (1505)
- Hans Wurm, grappling, (ca. 1505)
- "Goliath (manuskript)" (1510'erne)[5]
- Albrecht Dürers fechtbuch HS. 26-232 (1512), Michigan State University
- Andre Pauernfeindt, Ergründung der ritterlichen kunst des fechtens durch freyfechter czu Vienn, Wien, 1516
- Kölner Fechtbuch, anonym (begyndelsen af 1500-tallet)
- Jörg Wilhalms fechtbücher (1520'erne)
- Egenolph: Der Altenn Fechter anfaengliche Kunst, anonym, trykt af Christian Egenolff, 1529, Frankfurt. Den er i høj grad baseret på Pauernfeindts manual fra 1516.
- Hans Czynner MS. 963 (1538), Graz
- Paulus Hector Mairs kompendium (1540'erne).
- Johannes Lecküchner (1558) (dette er et genoptryk af Altenn Fechter anfaengliche Kunst, trykt af Egenolph).
- Joachim Meyer "Gründtliche Beschreibung der freyen Ritterlichen vnnd Adelichen kunst des Fechtens in allerley gebreuchlichen Wehren mit vil schönen vnd nützlichen Figuren gezieret vnnd fürgestellet" (1570)
- Gunterrodt: "De veris principiis artis dimicatoriae" (1579), Wittenberg
- Codex Guelf. 83.4 (ca. 1591)[6]
- Jakob Sutor von Baden (1612)
- Hanko Döbringer «Cod.ms.3227a» (1389)

### Italienske fægtemanualer
Den italienske fægteskole er beskrevet i en tidlig manual fra 1410, hvor den ikke er klart afgrænset fra den tyske fægteskole. Forfatteren Fiore dei Liberi beskriver at han har lært meget af sin kunst fra "Mester Johannes fra Schwaben". Den italienske fægteskoles storhedstid var i 1500-tallet med Dardi-skolen.
- Fiore dei Liberi's Flos Duellatorum (1410)
- Filippo Vadi's De Arte Gladiatoria Dimicandi (1485)
- Pietro Monte (1509)
- Anonimo Bolognese M-345/6 (ca. 1510'erne)[7]
- Antonio Manciolino (1531)
- Achille Marozzo (1536)
- Camillo Agrippa, Trattato di Scienza d'Arme (1568)
- Giacomo di Grassi, His True Art of Defense (1594)
- Vincentio Saviolo, His Practice (1595)
- Salvator Fabris (1606)
- Ridolfo Capo Ferro (1610)
- Francesco Alfieri La Scherma (1640)
- Giuseppe Colombani (1711)

### Franske manunaler
Ligesom i Italien findes der kun én tidlig manual (ca. 1400), som udelukkende omhandler stavøkse, og senere manualer er mere end 100 år efter.
- Le jeu de la hache (ca. 1400)
- Andre Pauernfeindt "La noble science des joueurs d'espee" (1528)—dette er en fransk oversættelse af Pauernfeindts manual fra 1516. En forskel er dog at billederne i den "ædle videnskab" har farver, hvilket den oprindelige tyske ikke har
- Henry de Sainct-Didier "Traité contenant les secrets du premier livre de l’épée seule, mère de toutes les armes, qui sont épée, dague, cappe, targue, bouclier, rondelle, l’espée deux mains, et les deux espées, avec ses pourtraictures, ..." (1573)
- Gérard Thibault d'Anvers "Académie de l'epee, ou se démontrent par reigles mathématique, sur le fondement d'un cercle mysterieux, la theorie et pratique des vrais et jusqu'a present incognus secrets du maniement des armes, à pied et a cheval" (1623)
- Monsieur L'Abbat "The Art of Fencing, or, the Use of the Small Sword" (1734)

### Britiske manualer
England
Bortset fra tre temmelig overfladiske tekster fra slutningen af 1400-tallet, begynder traditionen med engelske fægtemanualer med George Silver's Paradoxes of Defense (1599).
- Harliean Manuscript 3542 ("The Man Who Wol"), slutningen af 1300-tallet eller starten af 1400-tallet[9]
- Cotton Titus, 1400-tallet, engelsk "greatsword" og stav
- Additional Manuscript 39564, 15th century[10]
- George Silver "Paradoxes of Defense" (1599)
- Joseph Swetnam "Schoole of the Noble and Worthy Science of Defence" (1612)[11]
- Sir William Johnstone Hope, several books (1690'erne)
- Captain John Godfrey "A Treatise Upon the Useful Science of Defence, Connecting the Small and Back-Sword" (1747)
- John Musgrave Waite "Lessons in sabre, singlestick, sabre & bayonet, and sword feats" (1880)
- Alfred Hutton "Cold Steel, A Practical Treatise on the Sabre" (1889), "Old Sword-Play" (1892)

Skotland
De skotske fægtemanualer beskriver brugen af de skotske broadsword, samt andre discipliner som mindre sværd. De blev hovedsageligt udgivet op igennem 1700-tallet, men der er også tidligere og senere eksempler fra hhv. 1600- og 1800-tallet.
- The Scots Fencing Master (the Complete Smallswordsman) - Sir William Hope (1687)[12]
- Advice to his Scholar from the Fencing Master - Sir William Hope (1692)
- Complete Fencing Master - Sir William Hope (1691–1692)
- The Swordsman's Vade-Mecum - Sir William Hope (1692)[13]
- New Short and Easy Method of Fencing (1st Edition) - Sir William Hope (1707)[14][15]
- New Short and Easy Method of Fencing (2nd Edition) - Sir William Hope (1714)
- A Few Observations upon the Fighting for Prizes in the Bear Gardens - Sir William Hope (1715)[16]
- A Vindication of the True Art of Self-Defence - Sir William Hope (1724)[17]
- Expert Swords-man's Companion - Donald McBane (1728)[14]
- A treatise on backsword, sword, buckler, sword and dagger, sword and great gauntlet, falchon, quarterstaff - Captain James Miller (1737)[18]
- The Use of the Broad Sword - Thomas Page (1746)[19]
- Anti-Pugilism - Anonymous (Captain G. Sinclair, 1790)[20][21]
- Cudgel Playing Modernized and Improved; or, The Science of Defence, Exemplified in a Few Short and Easy Lessons, for the Practice of the Broad Sword or Single Stick, on Foot - Captain G. Sinclair[22]
- Lecture on the Art of Defence - Archibald MacGregor (1791)[20]
- The Guards of the Highland Broadsword - Thomas Rowlandson (1799)[23]
- Hungarian & Highland Broadsword - by Henry Angelo and Son (1799)[20][24]
- The Art of Defence on Foot with Broadsword and Saber- John Taylor (1804)[20][25]
- Fencing Familiarized; or, a New Treatise on the Art of the Scotch Broad Sword - Thomas Mathewson (1805)[20]

### Iberise manualer
Der findes en mindre gruppe manualer, der indeholder træningsvejledning til ridderturneringer som det tidlige portugisiske værk A ensinança de bem cavalgar em toda a sela af Edvard 1. af Portugal (1391-1438), der var en manual til ridning, som også indeholdt information om kampkunst.
I 1599 skrev fægtemstern Domingo Luis Godinho Arte de Esgrima, der er den eneste fægtemanual, der har bevaret de tidligere spanske fægtesystemer "Common" eller "Vulgar" fra middelalderen.
Den spanske fægtetradition Destreza fra 1600-tallet har genemsyret tankegangen hos landets adelsfolk indtil midten af 1700-tallet. Derfor er der ikke mange grafiske forklaringer på fægteteknikker, og de er i stedet baseret på matematiske og filosofiske principper i stedet, hvilket gør dem sværere at forstå.
- Jerónimo Sánchez de Carranza, De la filosophia de las armas y de su destreza... (1582)
- Luis Pacheco de Narváez, Grandezas de la espada (1600)
- Gerard Thibault, Academie de l’espée (1628)
- Luis Pacheco de Narváez, Nueva ciencia (1632)
- Luis Méndez de Carmona Tamariz, Compendio en defensa de la doctrina y destreza del comendador Gerónimo de Carranza (1632)
- Luis Diáz de Viedma, Método de Enseñanza de Maestros (1639) and Epitome de la Enseñanza (1639)
- Cristóbal de Cala, Desengaño de la espada y norte de diestros (1642)
- Diogo Gomes de Figueyredo Memorial da Prattica do Montante Que inclue dezaseis regras simplez (1651)
- Miguel Pérez de Mendoza y Quijada, Resumen de la verdadera destreza de las armas en treinta y ocho asserciones (1675)
- Francisco Antonio de Ettenhard y Abarca, Compendio de los fundamentos de la verdadera destreza y filosofia de las armas (1675)
- Álvaro Guerra de la Vega, Compreension de la destreza (1681)
- Thomas Luis, Tratado das liçoens da espada preta, & destreza que hao de usar os jugadores della (1685)
- Nicolás Tamariz, Cartilla y luz en la verdadera destreza (1696)
- Manuel Cruzado y Peralta, Las tretas de la vulgar y comun esgrima de espada sola y con armas dobles (1702)
- Francisco Lórenz de Rada, Nobleza de la espada (1705)
- Nicolás Rodrigo Noveli, Crisol especulativo, demostrativo, práctico, Matemático de la destreza (1731)
- Manuel Antonio de Brea, Principios universales y reglas generales de la verdadera destreza del espadín (1805)
- Jaime Mereló y Casademunt, Tratado completo de la esgrima del sable español (1862)